# Edit Perényi-Weckinger
Edit Perényi-Weckinger, née le 5 mai 1923 à Budapest et morte le 1er février 2019, est une gymnaste artistique hongroise.

## Biographie
Aux Jeux olympiques de Londres en 1948, elle remporta la médaille d’argent en compétition par équipe, derrière les Tchèques et devant les Américaines.
En 1952, elle participa aux JO à Helsinki et obtint la médaille d’argent en compétition par équipes - derrière les Soviétiques et devant la Tchécoslovaquie - et la médaille de bronze en compétition par équipes avec équipement (une modalité similaire à la gymnastique rythmique actuelle), se trouvant sur le podium derrière les Suédoises et les Soviétiques.

## Palmarès

### Jeux olympiques
- Londres 1948
  -  Médaille d'argent au concours général par équipes
- Helsinki 1952
  -  Médaille d'argent au concours général par équipes
  -  Médaille de bronze aux exercices d'ensemble avec agrès portatifs par équipes[2]